# Terpnomyia subandina
Terpnomyia subandina är en tvåvingeart som först beskrevs av Blanchard 1967.  Terpnomyia subandina ingår i släktet Terpnomyia och familjen fläckflugor. Inga underarter finns listade i Catalogue of Life.